# Куцівка (Богодухівський район)
Куцівка — колишнє село в Україні, у Коломацькому районі (нині — Богодухівський район) Харківської області, підпорядковувалося Різуненківській сільській раді.

## Історія
Село розташовувалося на початку балки Куцівка, за 1,5 км від Андрусівки.
У 1997 році відповідно Постанови Верховної Ради України зняте з обліку.